# We Are Chaos
We Are Chaos (englisch für „Wir sind Chaos“) ist das elfte Studioalbum der US-amerikanischen Rockband Marilyn Manson. Es erschien am 11. September 2020 über die Labels Loma Vista Recordings und Caroline.

## Produktion
Das Album wurde von dem Country-Musiker Shooter Jennings sowie Marilyn Manson selbst produziert.

## Covergestaltung
Das Albumcover zeigt ein in Pastellfarben gemaltes Bild des Gesichts von Marilyn Manson. Links oben bzw. rechts unten befinden sich die grauen Schriftzüge We Are Chaos und Marilyn Manson. Der Hintergrund ist schwarz gehalten.

## Titelliste
| #  | Titel                       | Länge |
| -- | --------------------------- | ----- |
| 1  | Red Black and Blue          | 5:03  |
| 2  | We Are Chaos                | 4:00  |
| 3  | Don’t Chase the Dead        | 4:17  |
| 4  | Paint You with My Love      | 4:29  |
| 5  | Half-Way & One Step Forward | 3:16  |
| 6  | Infinite Darkness           | 4:15  |
| 7  | Perfume                     | 3:33  |
| 8  | Keep My Head Together       | 3:49  |
| 9  | Solve Coagula               | 4:22  |
| 10 | Broken Needle               | 5:24  |

## Chartplatzierungen und Singles
We Are Chaos stieg am 18. September 2020 auf Platz 4 in die deutschen Albumcharts ein und belegte in den folgenden Wochen die Ränge 29 und 31. Insgesamt konnte es sich sieben Wochen in den Top 100 halten. Besonders erfolgreich war das Album in Australien und Portugal, wo es die Chartspitze belegte. Zudem erreichte es unter anderem in der Schweiz, in Österreich, Belgien, Finnland, im Vereinigten Königreich, in den Vereinigten Staaten und in Frankreich die Top 10.
| ChartsChartplatzierungen       | Höchstplatzierung | Wochen |
| ------------------------------ | ----------------- | ------ |
| Deutschland (GfK)              | 4 (7 Wo.)         | 7      |
| Österreich (Ö3)                | 2 (6 Wo.)         | 6      |
| Schweiz (IFPI)                 | 2 (6 Wo.)         | 6      |
| Vereinigtes Königreich (OCC)   | 7 (3 Wo.)         | 3      |
| Vereinigte Staaten (Billboard) | 8 (2 Wo.)         | 2      |

Am 29. Juli 2020 wurde der Titelsong We Are Chaos als erste Single zum Download und Streaming ausgekoppelt. Einen Tag vor Albumveröffentlichung erschien Don’t Chase the Dead als zweite Auskopplung. Beide Lieder konnten sich nicht in den Charts platzieren.

## Rezeption
We Are Chaos wurde von professionellen Kritikern überwiegend positiv bewertet. So erreichte das Album bei metacritic eine Durchschnittsbewertung von 77 %, basierend auf elf Rezensionen englischsprachiger Medien.
Gil Bieler von laut.de bewertete We Are Chaos mit drei von möglichen fünf Punkten. Das Album sei Marilyn Mansons „melodiösestes und aufgeräumtestes Werk seit Langem“ und „stellenweise sogar etwas zu brav,“ wobei es offen mit der Popmusik kokettiere. So „kränkeln einige Songs an Arrangements oder Texten,“ wogegen der Rocker „in der Form seines Lebens – ohne die üblichen Studioeffekte –“ singe. Letztendlich könne der Musiker „auch mit seinem elften Studioalbum und in diesem Stadium seiner Karriere noch überraschen.“
Konstantin Michaely vom Metal Hammer gab dem Album sechs von möglichen sieben Punkten. Es wirke „deutlich mehr wie aus einem Guss als seine beiden Vorgänger“ und verschiebe „den Manson-Sound zusätzlich zurück in melancholisch-poppige Gefilde.“ We Are Chaos sei „ein überraschend rundes und vielseitiges Album, das man guten Gewissens als Höhepunkt der jüngeren Schaffensperiode bezeichnen kann.“